# Kojice
Kojice (en allemand : Kojitz) est une commune du district et de la région de Pardubice, en République tchèque. Sa population s'élevait à 463 habitants en 2024.

## Géographie
Kojice se trouve sur la rive gauche de l'Elbe, à 3 km à l'est de Týnec nad Labem, à 29 km à l'ouest de Pardubice, à 37 km au sud-ouest de Hradec Králové et à 68 km à l'est de Prague.
La commune est limitée par Týnec nad Labem au sud-ouest, à l'ouest et au nord, par Labské Chrčice et Chvaletice à l'est, et par Bernardov au sud-est.

## Histoire
L'origine du village remonte probablement au XIIe siècle.

## Galerie

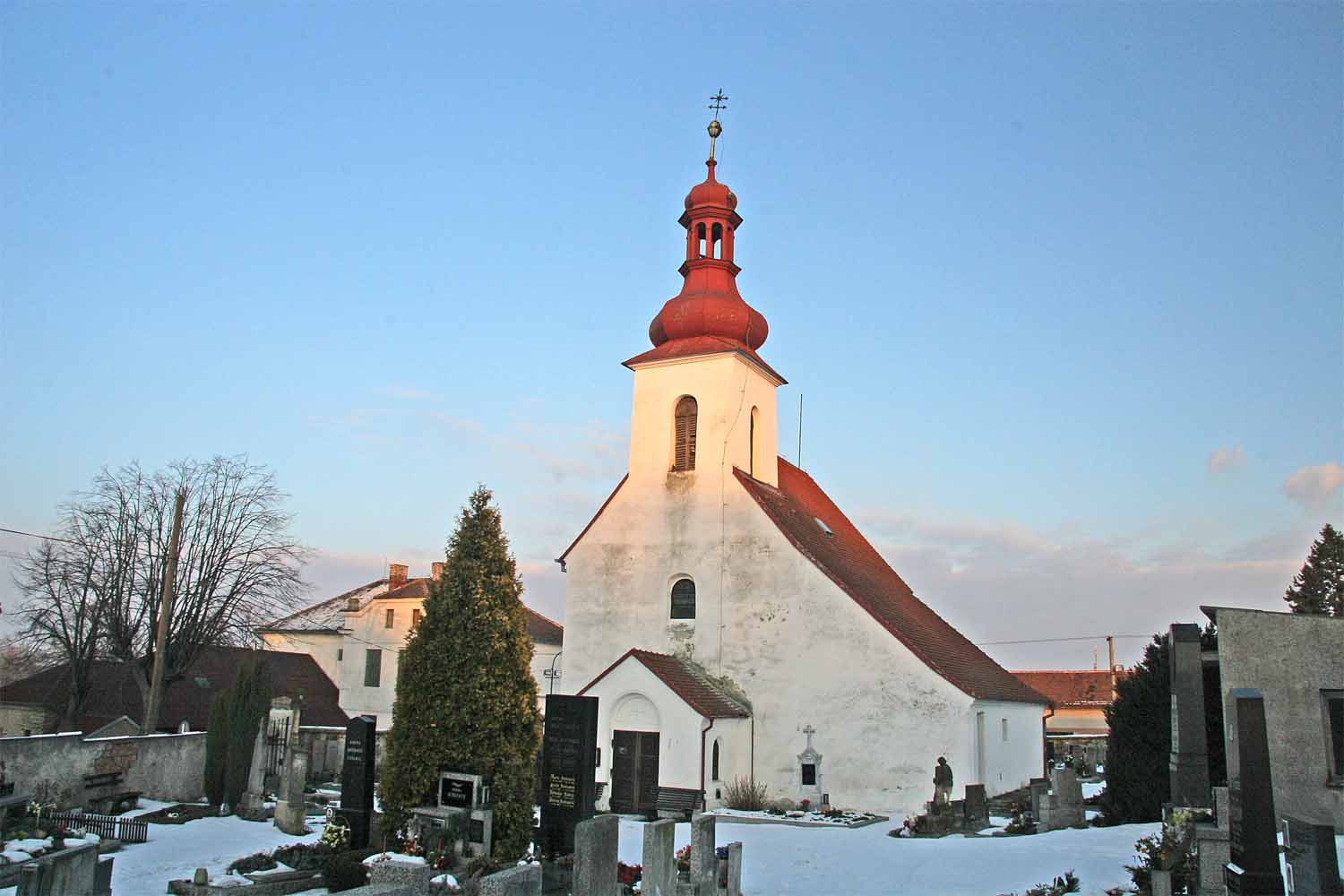
Église Saints-Pierre-et-Paul.
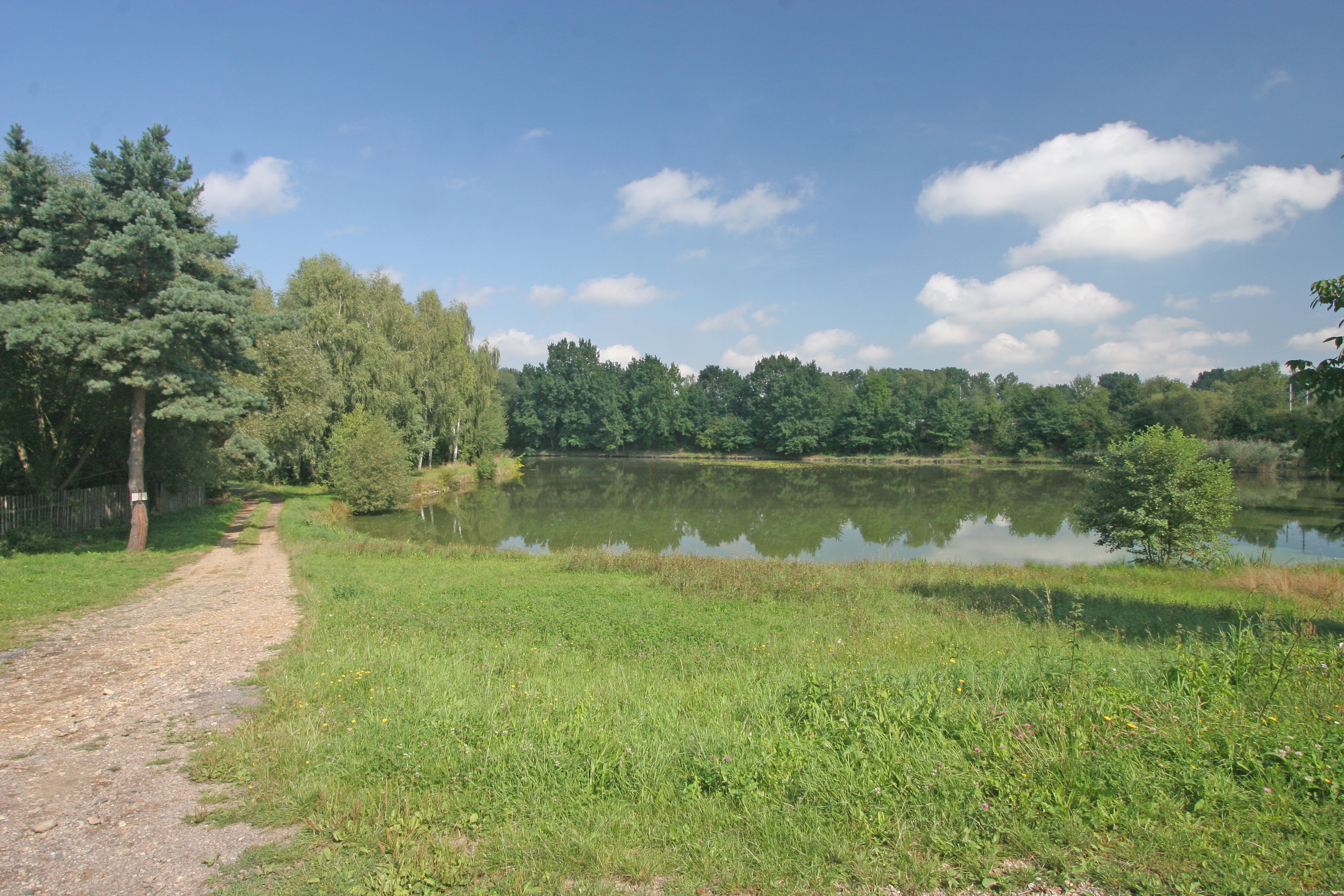
Un ancien bras de l'Elbe à Kojice.

## Transports
Par la route, Kojice se trouve à 13 km de Přelouč, à 26 km de Kolín, à 31 km de Pardubice et à 99 km de Prague.